# Finn (Csillagok háborúja szereplő)
Finn egy szereplő George Lucas Csillagok háborúja kitalált univerzumában.
Először a Csillagok háborúja VII: Az ébredő erő című epizódban tűnik fel, amiben John Boyega alakítja. Finn (eredetileg: FN 2187) egy rohamosztagos, akit gyerekkorában elszakítottak a családjától, hogy az Első Rend hű katonája legyen. Ám amikor meglátja a háború borzalmait, kételkedni kezd mindenben, amiben addig hitt, és elhagyja az Első Rendet.

## Csillagok háborúja VII: Az ébredő Erő
Finn (eredetileg: FN 2187) egy rohamosztagos, akit gyerekkorában elszakítottak a családjától, hogy az Első Rend hű katonája legyen. Ám amikor meglátja a háború borzalmait, kételkedni kezd mindenben, amiben addig hitt, és elhagyja az Első Rendet. Segít az ellenállásnak harcolni az Első Rend ellen.

## Csillagok háborúja VIII: Az utolsó Jedik
Finn Az utolsó Jedik eseményei alatt barátaival az Első Rend új nyomkövető rendszerét próbálja kiiktatni, ezért a Cantonica bolygóra utaznak. Canto Bightaban  DJ jutalomért elárulja őket az Első Rendnek. Később BB8 menti meg őket Pashma századostól.

## Csillagok háborúja IX: Skywalker Kora
Finn segít Reynek megtalálni a Sith útkeresőt, a film végén pedig barátaival együtt harcol a Végső Rend ellen.